# Seletyteniz
Seletyteniz také Siletiteniz (rusky Селетытениз nebo Силетитениз) je bezodtoké hořkoslané jezero na východě Severokazachstánské oblasti a částečně na hranici Pavlodarské oblasti v Kazachstánu. Nachází se na dně rozsáhlé propadliny západně od níže položeného jezera Kyzylkak. Má rozlohu 777 km² (je značně proměnlivá). Jezero dosahuje maximální hloubky 3,2 m. Leží v nadmořské výšce 64 m.

## Pobřeží
Východní a severní břehy jsou vysoké a přímé, zatímco západní pobřeží je členité. Na západě a jihu nízké břehy postupně přecházejí ve slané bažiny.

## Dno
Z usazenin na dně lze pozorovat uvolňování sirovodíku.

## Vodní režim
Zdroj vody je sněhový. V bažinách u jižního břehu se ztrácí řeka Selety, která dotéká do jezera při vysokých stavech vody.